# Gran Premi P-Nívó
El Gran Premi P-Nívó era una competició ciclista d'un sol dia que es disputava a Hongria. Creada el 2007, va durar fins al 2009, i va formar part del calendari de l'UCI Europa Tour.

## Palmarès
| Any  | Vencedor          | Segon          | Tercer        |
| ---- | ----------------- | -------------- | ------------- |
| 2007 | Nebojša Jovanović | Rida Cador     | Marek Čanecký |
| 2008 | Gergely Ivanics   | Domenico Loria | Ivan Stević   |
| 2009 | Uroš Silar        | István Cziráki | Andrej Omulec |